# 318698 Barthalajos
318698 Barthalajos è un asteroide della fascia principale. Scoperto nel 2005, presenta un'orbita caratterizzata da un semiasse maggiore pari a 2,8236771 UA e da un'eccentricità di 0,1694281, inclinata di 3,25814° rispetto all'eclittica.